# Ganei Tikvá
Ganei Tikvá (en hebreo: גני תקווה‎) es una ciudad ubicada en el Distrito Central de Israel. En 2024 tenía una población de 25 423 habitantes.

## Historia
Ganei Tikvá fue fundado el 1 de mayo de 1949 por la Agencia Judía, como un asentamiento de inmigrantes judíos ubicado al sur de Petaj Tikvá, en un terreno propiedad en parte del Fondo Nacional Judío y de propietarios privados. El asentamiento originalmente se llamó Sikún Yovel. Los primeros habitantes fueron unas mil familias judías de Rumania, Polonia, Libia, Yemen y Marruecos, viviendo en chozas de manera temporal.
En 1954, Ganei Tikvá adquirió su nombre actual y al mismo tiempo obtuvo el estatus de concejo local. Durante la segunda mitad del siglo XX, el pueblo experimentó un fuerte desarrollo constructivo. En 1995, se agregaron a sus límites administrativos 70 hectáreas de tierra de la vecina Petaj Tikvá. En 2006, la ciudad se amplió en otras 30 hectáreas. El 1 de mayo de 2023, recibió el estatus de ciudad.

## Demografía
De acuerdo con la Oficina Central de Estadísticas de Israel (ICBS), en 2024 Ganei Tikvá tenía una población de 25 423 habitantes, con una tasa de crecimiento anual del 6,1%. En 2022 la composición étnica de la ciudad era 98,2% judía y otros no-árabes, sin una población significativamente árabe. 